# Czerwona Wieża (Fryburg)

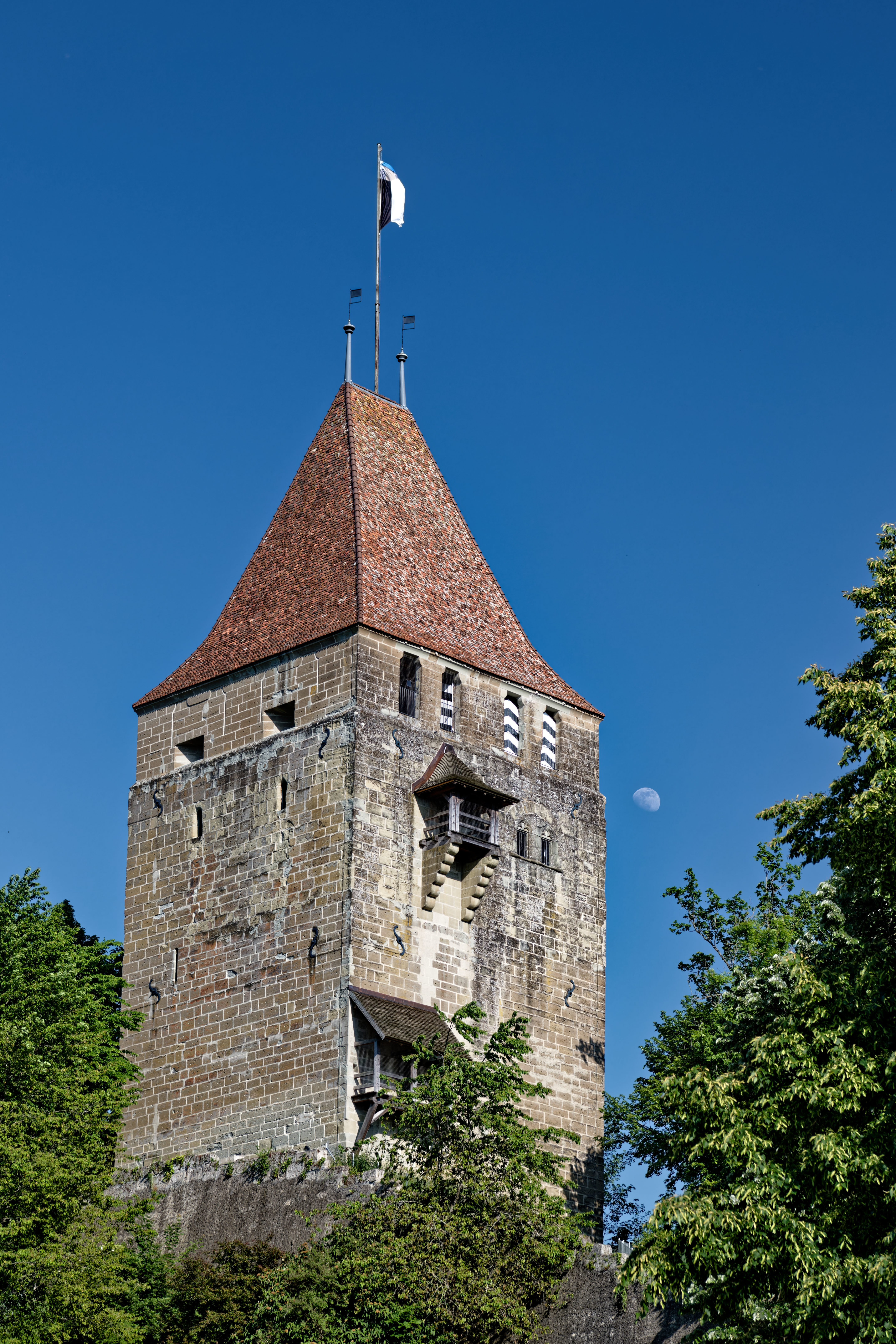
Czerwona Wieża

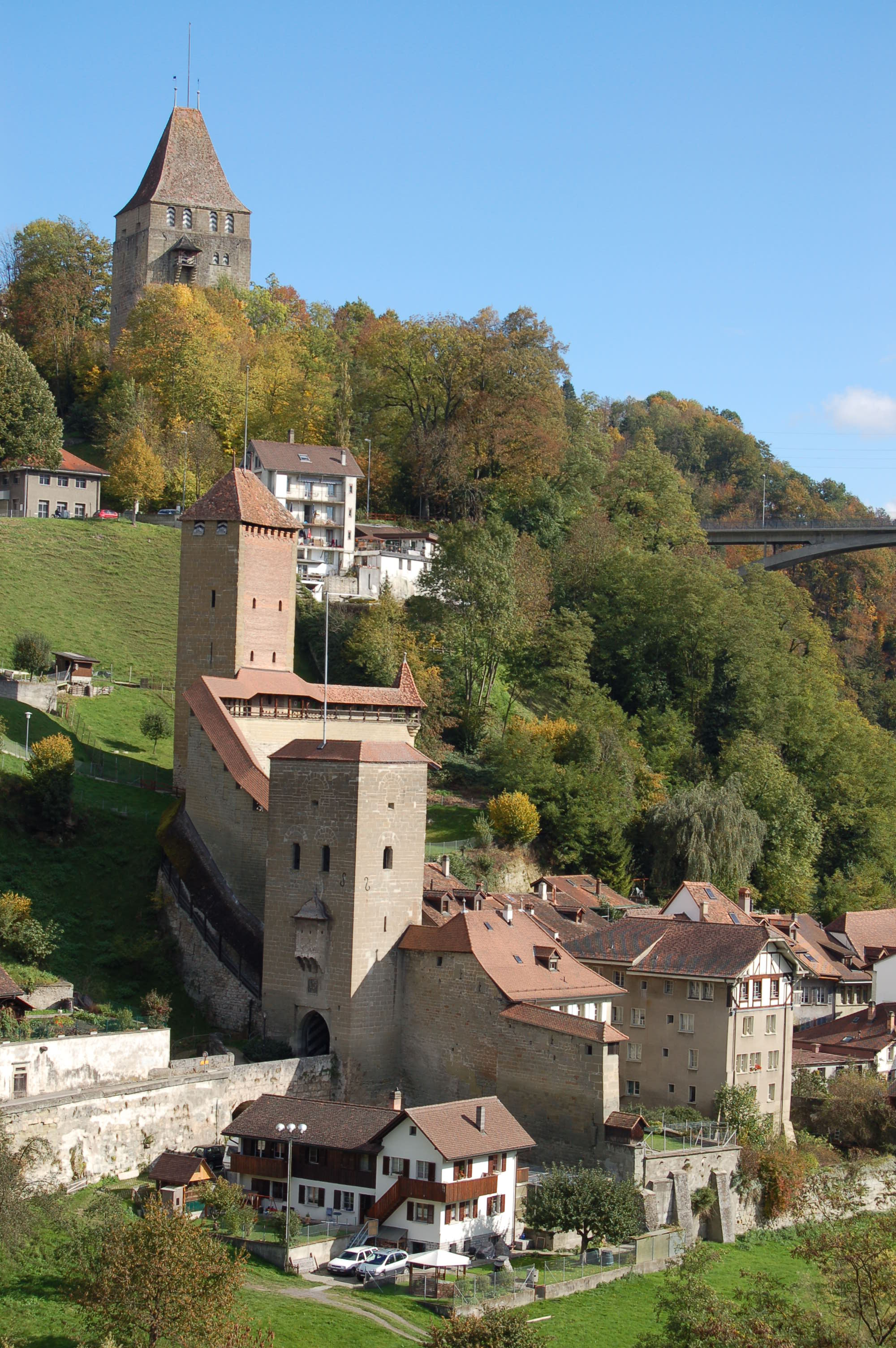
System fortyfikacji miejskich na prawym brzegu Sarine (od góry): Czerwona Wieża, Kocia Wieża, Brama Berneńska

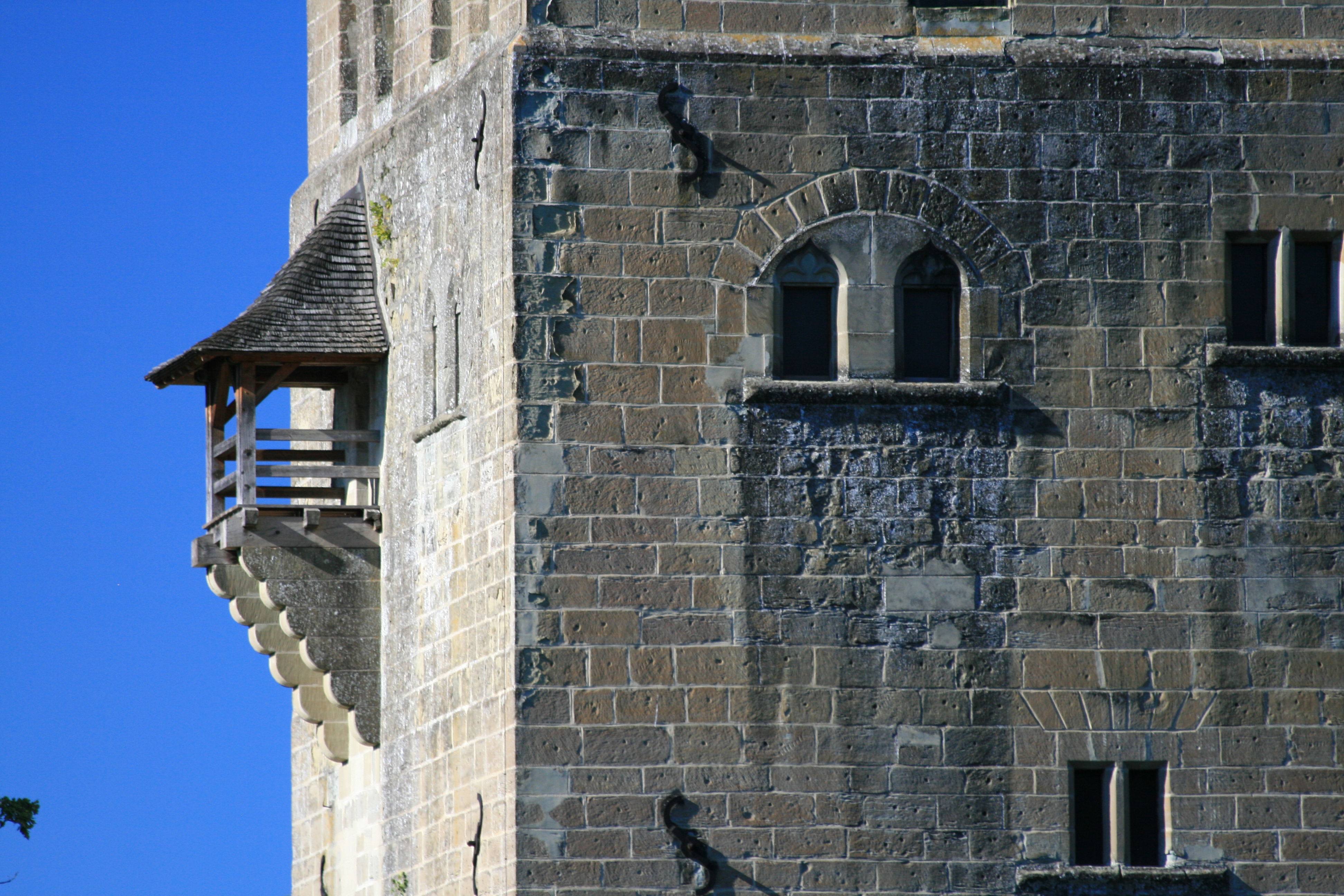
Czerwona Wieża (detal)

Czerwona Wieża (fr. La Tour Rouge, niem. Roter Turm) – średniowieczna baszta, jeden z wielu zachowanych fragmentów dawnego miejskiego systemu obronnego Fryburga w Szwajcarii. Najwyższa i najpotężniejsza baszta tego systemu. Obecnie udostępniona do zwiedzania.

## Położenie
Dominująca od północnego wschodu nad miastem, Czerwona Wieża wznosi się na skalistym cyplu wzgórza Schönberg, na wysokości ok. 612 m n.p.m., tj. ok. 70 m powyżej nurtu Sarine i kilkanaście metrów powyżej dzisiejszej Route de Bourguillon. Takie usytuowanie pozwalało jej załodze kontrolować doliny Sarine i jej dopływu Gottéron, a w dużym stopniu także drogę do Berna, opuszczającą miasto Bramą Berneńską.

## Historia
Jeszcze do niedawna historycy uznawali Czerwoną Wieżę za konstrukcję XIII-wieczną, której budowa wiązała się z włączeniem do miasta w 1253 roku tzw. Przedmieścia Kowali (fr. Faubourg des Forgerons) na prawym brzegu Sarine (dzisiejsza Rue des Forgerons), a data ta widnieje wciąż w wielu oficjalnych opracowaniach. Obecnie, na podstawie szczegółowych badań porównujących kamienne detale konstrukcji z elementami z innych historycznych budowli miasta przypuszcza się, że najbardziej prawdopodobną datą rozpoczęcia budowy Czerwonej Wieży jest okres pomiędzy 1350 a 1370 rokiem, generalnie po agresji berneńskiej z 1340 r. Budowa trwała przez dłuższy czas, a pierwsza wzmianka pisemna o funkcjonowaniu wieży pochodzi z 1387 r. W 1417 r. wieżę nakryto dachem.
W 1577 r. wnętrze wieży wraz z dachem zniszczył pożar, wywołany przez córkę strażnika, nieostrożnie obchodzącą się z ogniem. Obecne belkowania, podłogi i konstrukcja wysokiego, stromego dachu, wykonane głównie z jodły i świerka, pochodzą z lat 1578-1579, z czasów odbudowy po pożarze, co potwierdziły badania dendrologiczne drewna oraz data „1578” wyryta na jednej z belek. Po pożarze wykonano również otwory strzelnicze na najwyższej kondygnacji.
Do roku 1848 wieża służyła jako więzienie i miejsce egzekucji. Była restaurowana w latach 1908-1909 i 1924.

## Architektura
Wzniesiona na planie zbliżonym do kwadratu (14,48 m x 14,90 m), posiada 5 kondygnacji. Jej mury wznoszą się na wysokość 25 m, do czego należy dodać czterospadowy dach o wysokości 15,11 m (popularne źródła podają zwykle wysokość wieży na 38 m). Grubość starannie licowanych ścian, wymurowanych ze dokładnie obrobionych bloków kamiennych, jest zróżnicowana w zależności od ściany i wynosi od 2,28 m od strony miasta do 2,94 m od zewnątrz pierścienia obronnego. Zmniejsza się ona również z każdą kondygnacją idąc ku górze, od ok. 1,5 m od strony miasta do 1,8 – 2,0 m od zewnątrz. Bloki podczas obróbki były dzielone na grupy według wymiarów, co pozwalało murować wieńce o równej wysokości na całym obwodzie. Na wielu blokach zachowały się znaki takich grup oraz marki poszczególnych kamieniarzy.
Do budowy wieży została użyta tak zwana „pierra rossa” (czerwony kamień). Ten rodzaj molasy, zawierający związki żelaza, barwi się z czasem na rudo-czerwono i stąd prawdopodobnie pochodzi nazwa wieży.
Oryginalne wejście znajdowało się 5,6 m nad ziemią i prowadziły do niego zewnętrzne, drewniane schody, łatwo demontowalne w przypadku ataku. Otwory okienne są niewielkie, rozmieszczone nierównomiernie, dwie najniższe kondygnacje są ślepe. Zwraca uwagę niewielki balkonik zawieszony na masywnych kroksztynach, pełniący rolę hurdycji broniącej wejścia i usytuowane obok podwójne okno ze ślepym maswerkiem.